# Battery Park City

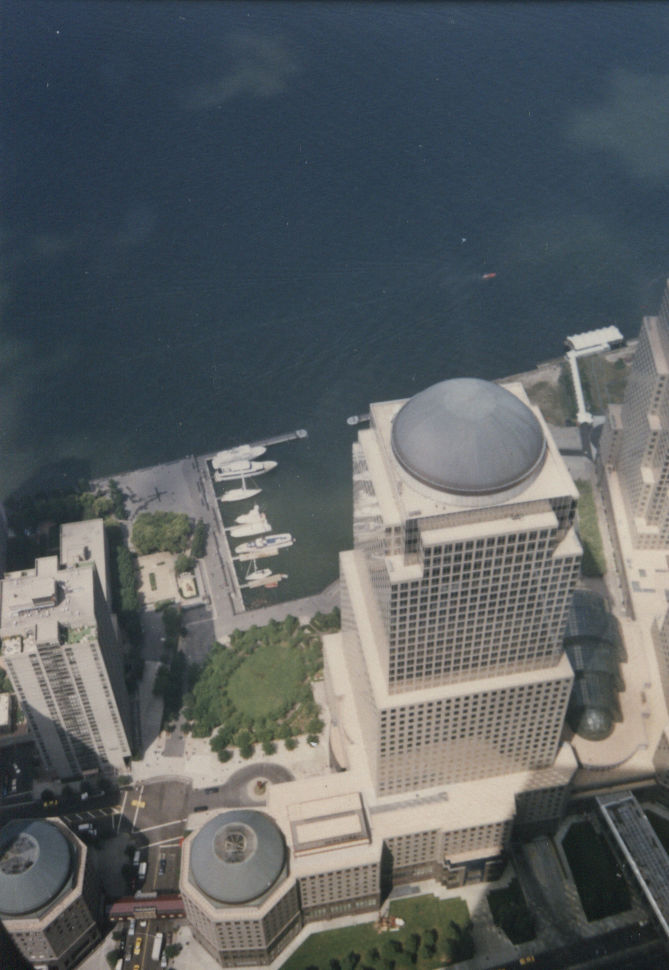
World Financial Center à Battery Park City.

Battery Park City est un quartier situé à l'extrémité sud-ouest de l'île de Manhattan à New York. Il a été bâti sur le modèle d'une ville nouvelle, sur une superficie de 0,37 km2. 
Le terrain sur lequel il repose a été gagné sur l'Hudson, en utilisant 917 000 mètres cubes de terre et de roche extraites lors de la construction du World Trade Center et d'autres projets immobiliers. Ce quartier abrite le World Financial Center, ainsi que nombre de logements et de commerces. Son nom provient du parc voisin, le Battery Park.
Battery Park City est la propriété de la Battery Park City Authority, une entreprise publique créée en 1968 par l'État de New York et qui n'est pas contrôlée par la municipalité de New York. Les revenus excédentaires de cette entité servent à subventionner d'autres investissements pour le logement, en particulier dans les zones plus défavorisées du Bronx et de Harlem.

## Géographie

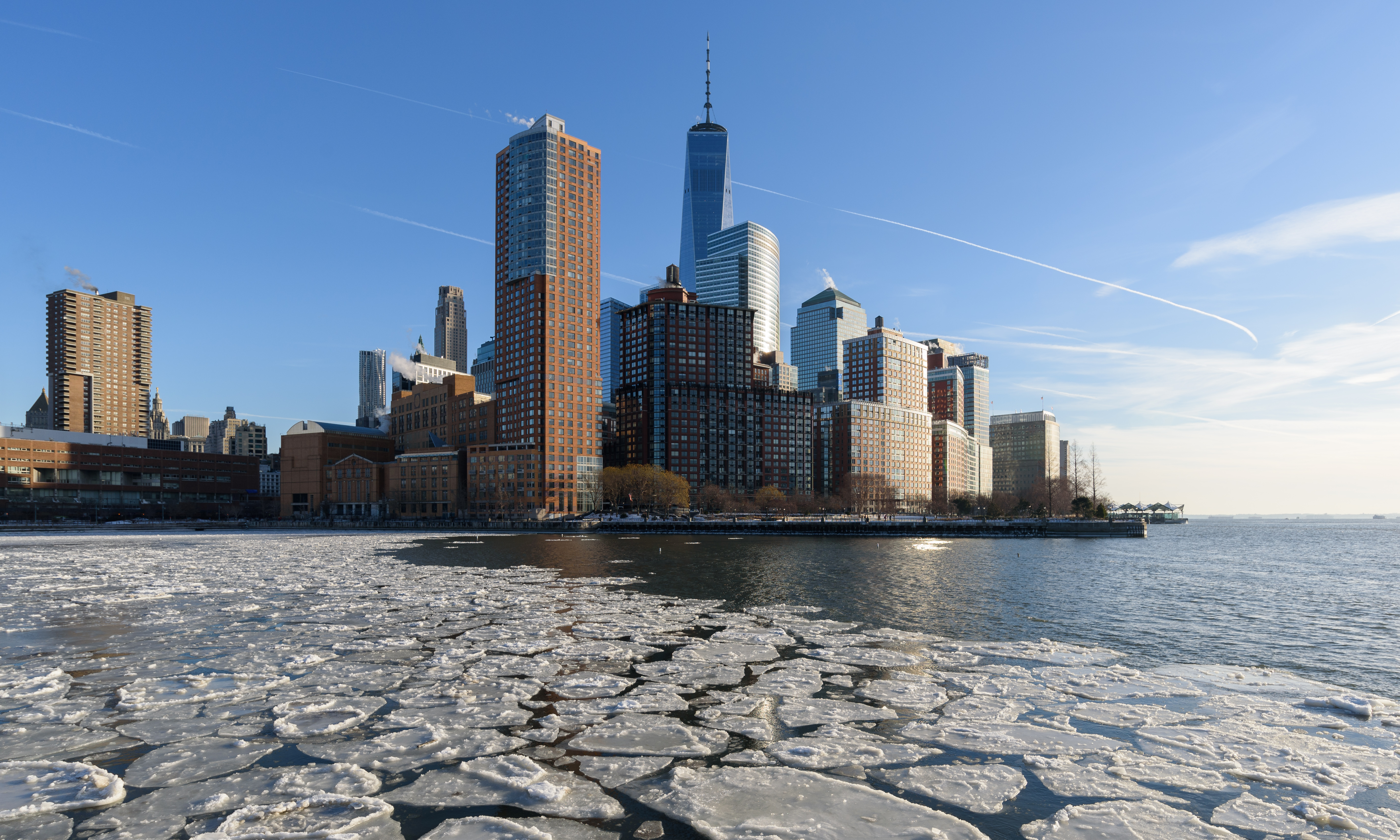
Battery Park City depuis l'Hudson (fleuve) gelé. Janvier 2018.

À l'est, Battery Park City est séparée du Financial District par West Street. Dans les autres directions, la zone est entourée par l'estuaire du fleuve Hudson. 
Le quartier est divisé en cinq principales sections (du nord vers le sud) :
- Un parc, le N A Rockefeller Park, bordé par quelques immeubles résidentiels et un grand hôtel.
- La zone du World Financial Center, qui comporte quatre immeubles de bureaux (dont celui d'American Express), une serre (Winter Garden) et un port de yachts.
- Gateway Plaza
- Rector Place
- Battery Place

Les trois dernières sont des zones résidentielles comprenant supermarchés, restaurants et salles de cinéma.

## Histoire

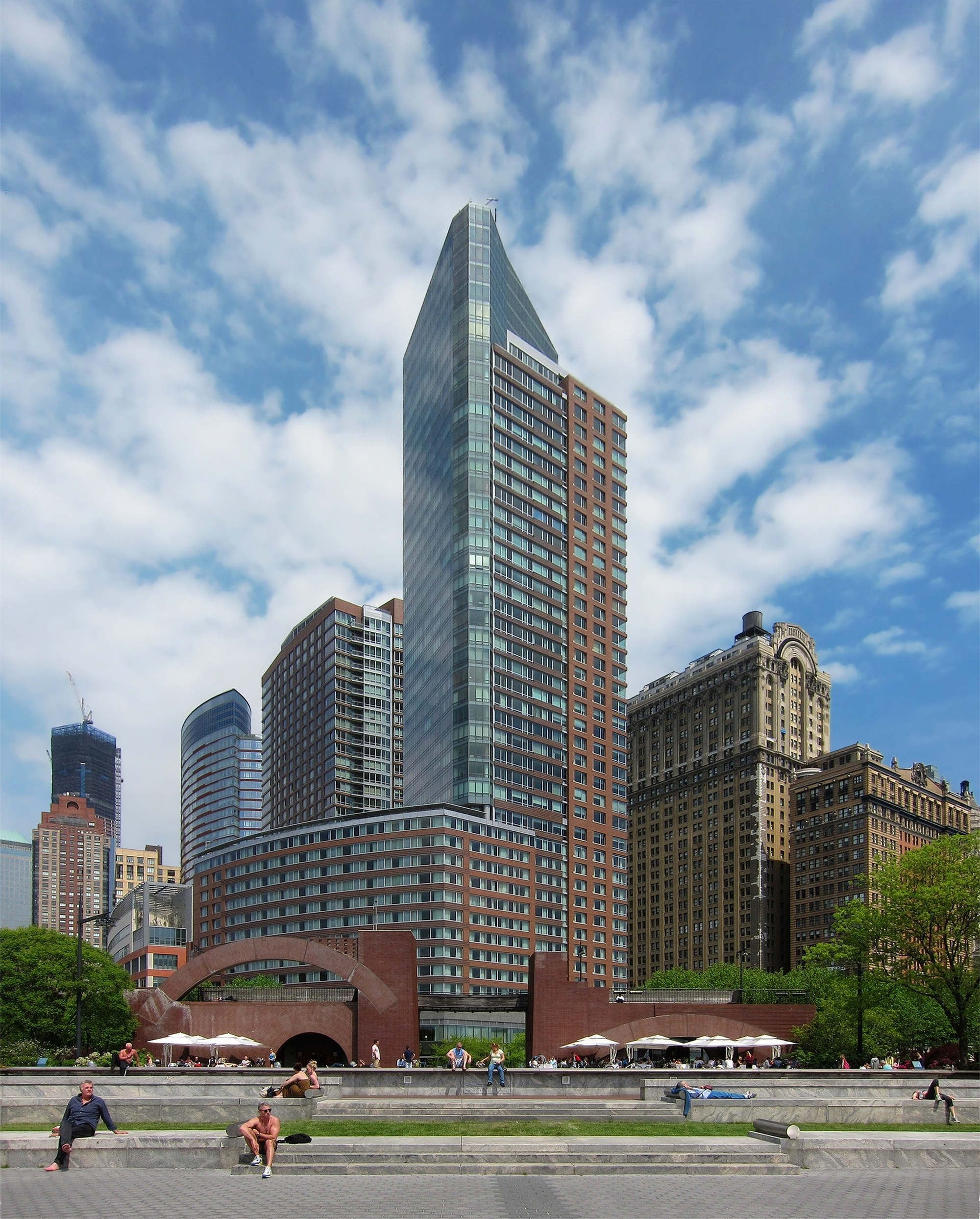
La pointe sud de Battery Park City.

À la fin des années 1950, cette partie inférieure du port de Manhattan tombait en décrépitude, victime de l'essor du transport aérien. Une première proposition pour remblayer le fleuve Hudson fut émise au début des années 1960 par des sociétés privées ayant le soutien du maire. Les choses se compliquèrent quand le gouverneur Nelson Rockefeller annonça qu'il souhaitait redévelopper cette zone indépendamment de la municipalité. Un compromis fut trouvé en 1966, avec la présentation d'un concept de « communauté étendue » par l'architecte Wallace K. Harrisson, qui intégrait logement, infrastructures sociales et industries légères. En 1968, la Battery Park City Authority (BPCA) fut créée pour en superviser le développement.
Pendant les premières années les progrès furent minces : en 1969, un plan fut élaboré et en 1972, 200 millions de dollars d'actions furent émises pour financer la construction. En 1976, le remblaiement du fleuve était terminé, la plupart des anciens quais abandonnés ayant été simplement enfouis sous des tonnes de terre.
Des difficultés financières interrompirent l'effort de construction entre 1977 et 1979, quand la propriété du terrain fut transféré de la municipalité vers le BPCA et que le projet fut révisé à la baisse. 
Les premiers immeubles apparurent en 1980, suivi en 1981 par la construction du World Financial Center, inauguré en 1985 et achevé en 1987. Pendant toutes les années 1980, les travaux allèrent bon train, Rector Place fut terminée ainsi que l'esplanade longeant la rivière. La Stuyvesant High School déménagea dans le quartier au début des années 1990. À la fin du XXe siècle, Battery Park City était pratiquement construite. 
L'attaque terroriste du 11 septembre 2001 sur le World Trade Center voisin eut un impact considérable sur le quartier. Plus des deux-tiers des habitants fuirent la zone proche de la catastrophe. Gateway Plaza, le plus imposant des immeubles résidentiels, reçut des débris provenant des avions, et le Winter Garden fut sérieusement endommagé. Les résidents craignaient également la poussière omniprésente après la catastrophe. Depuis, la plupart des réparations ont été effectuées, le prix des loyers a baissé et le gouvernement a encouragé par des subventions la remise en état et la réoccupation des lieux.